# 灰星鲨
灰星鲨（学名：Mustelus griseus），又稱灰貂鯊，俗名沙條，为軟骨魚綱真鯊目皱唇鲨科星鲨属的一種，被IUCN列為瀕危保育類動物。

## 分布
本魚分布于西北太平洋區，包括日本南部和韓國釜山和木浦等海区以及中國南海、东海、黄海、台灣等海域。该物种的模式产地在日本。

## 深度
水深5至300公尺。

## 特徵
本魚體細而延長，頭平扁，有一個相當長、鈍尖的鼻子。嘴部較長，下唇溝通常比上唇溝長，齒短而鈍圓，前後若干排成砌石狀。背鰭2枚，後緣呈弧形，兩背鰭之間的距離約佔魚身長的20%，第一背鰭起點約與胸鰭內角相對或稍前，上角鈍圓，後緣凹入，下角延長尖突而不達腹鰭起點之垂直線上，背面和脅腹呈灰色或灰棕色，腹面較淺。與白斑星鯊的差異在於其體側無任何斑點及上唇褶短於或等於下唇褶。體長最大可達100公分。

## 生態
本魚棲息在溫暖礁岩或沙泥區底層水域，肉食性，以魚類、甲殼動物或軟體動物等為食，卵胎生，雄魚在體長62至70公分時性成熟，雌魚在80公分時性成熟，每胎生產數量約為5至16隻，幼魚出生時身高約28公分。

## 經濟利用
食用魚，味甚美，紅燒或加工成沙魚煙。